# 坦帕灣閃電
坦帕灣閃電隊（Tampa Bay Lightning）是位於美國佛羅里達州坦帕的國家冰球聯盟隊伍，隸屬於東大區大西洋分區。
1992年，坦帕灣閃電隊成立；在2002-2003賽季之前的11年中，球隊成積一直欠缺理想，只曾打進1次季後賽。2002-2003賽季為球隊的轉折點，在一眾年青球員漸趨成熟下，球隊打出出乎意外的佳積，更於2003-2004賽季贏得第一次史丹利盃。